# Omotesando Hills
 (février 2019).
Si vous disposez d'ouvrages ou d'articles de référence ou si vous connaissez des sites web de qualité traitant du thème abordé ici, merci de compléter l'article en donnant les références utiles à sa vérifiabilité et en les liant à la section « Notes et références ».

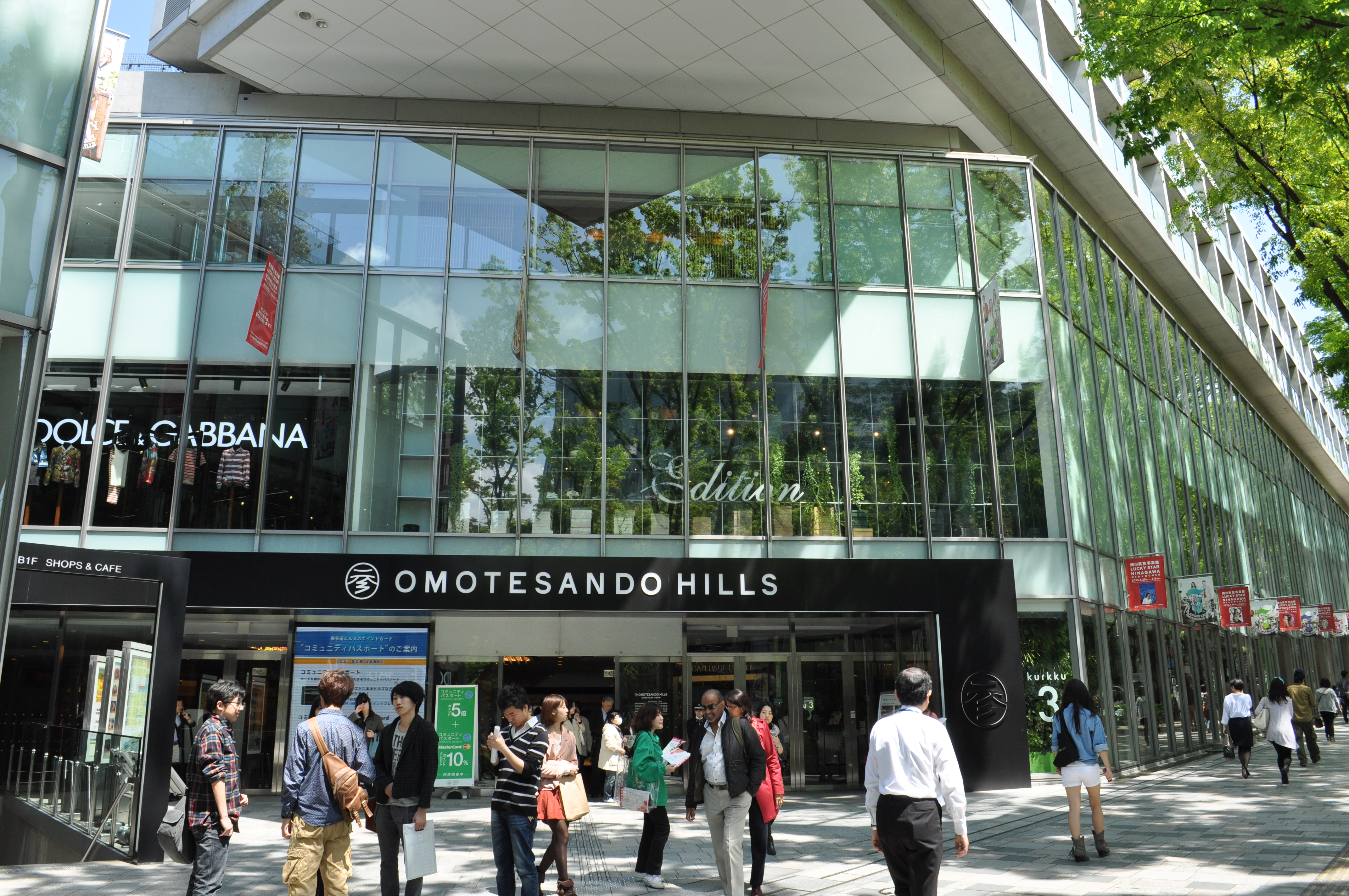
Omotesando Hills

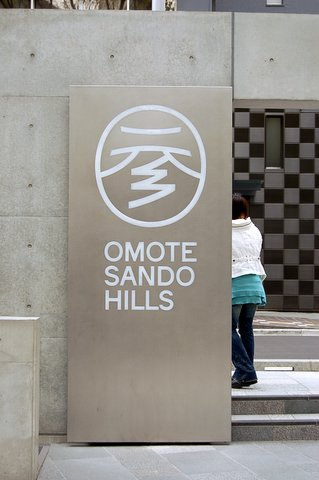
Logo du complexe

Omotesando Hills est un complexe commercial et résidentiel bâti en 2006 à Tokyo.

## Architecture
Le complexe a été construit sur le site réaménagé des anciens appartements Dōjunkai Aoyama, longtemps considérés un point de repère dans le quartier d’Omotesandō à Tokyo. D'une longueur totale de 250 m, l'installation se compose de l'aile ouest (B2F-2F), du bâtiment principal (B3F-3F), de l'aile Doujun (B1F-3F) et comprend des appartements à partir du 4e étage et plus. Il a été conçu par l'un des architectes les plus renommés du Japon, Tadao Andō.
L'espace souterrain est utilisé de manière optimale[réf. nécessaire] et la hauteur des bâtiments a été conçue pour s'insérer harmonieusement dans les rangs de zelkova du Japon. Il y a aussi du jardinage sur le toit et la prise en compte de l'environnement a été accomplie. Les six étages qui composent le bâtiment principal ont été construits comme un atrium avec une pente en spirale longue de 700 m le long du bâtiment, le long des boutiques spécialisées.

## Centre commercial
Le centre commercial comprend des boutiques représentant aussi bien des marques japonaises que des marques occidentales. Des restaurants et des cafés populaires attirent régulièrement de longues files d'attente. Le secteur « Kids No Mori » (La forêt des enfants) comporte des magasins proposant des articles pour les enfants de 6 ans et plus, ainsi que de nombreux équipements tels que des salles de soins infirmiers, des lits à langer et des bancs. 
À l'approche de son 10e anniversaire en 2016, Omotesando Hills a subi une rénovation importante: plus de 40 % des magasins ont été changés et un total de 41 magasins ouverts, y compris ceux ayant emménagé ou réaménagés. 